# Schongau

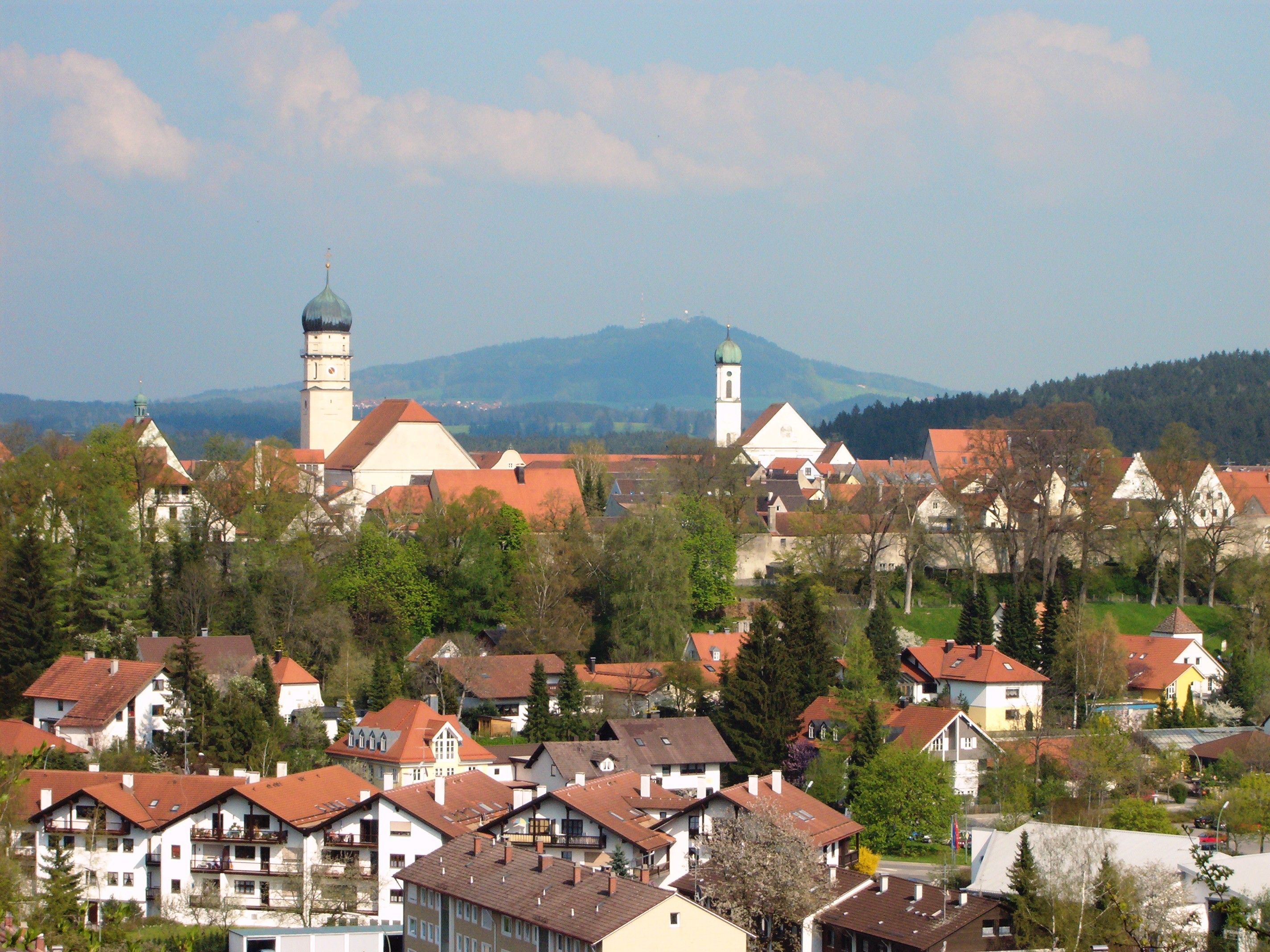
Blick auf Schongau

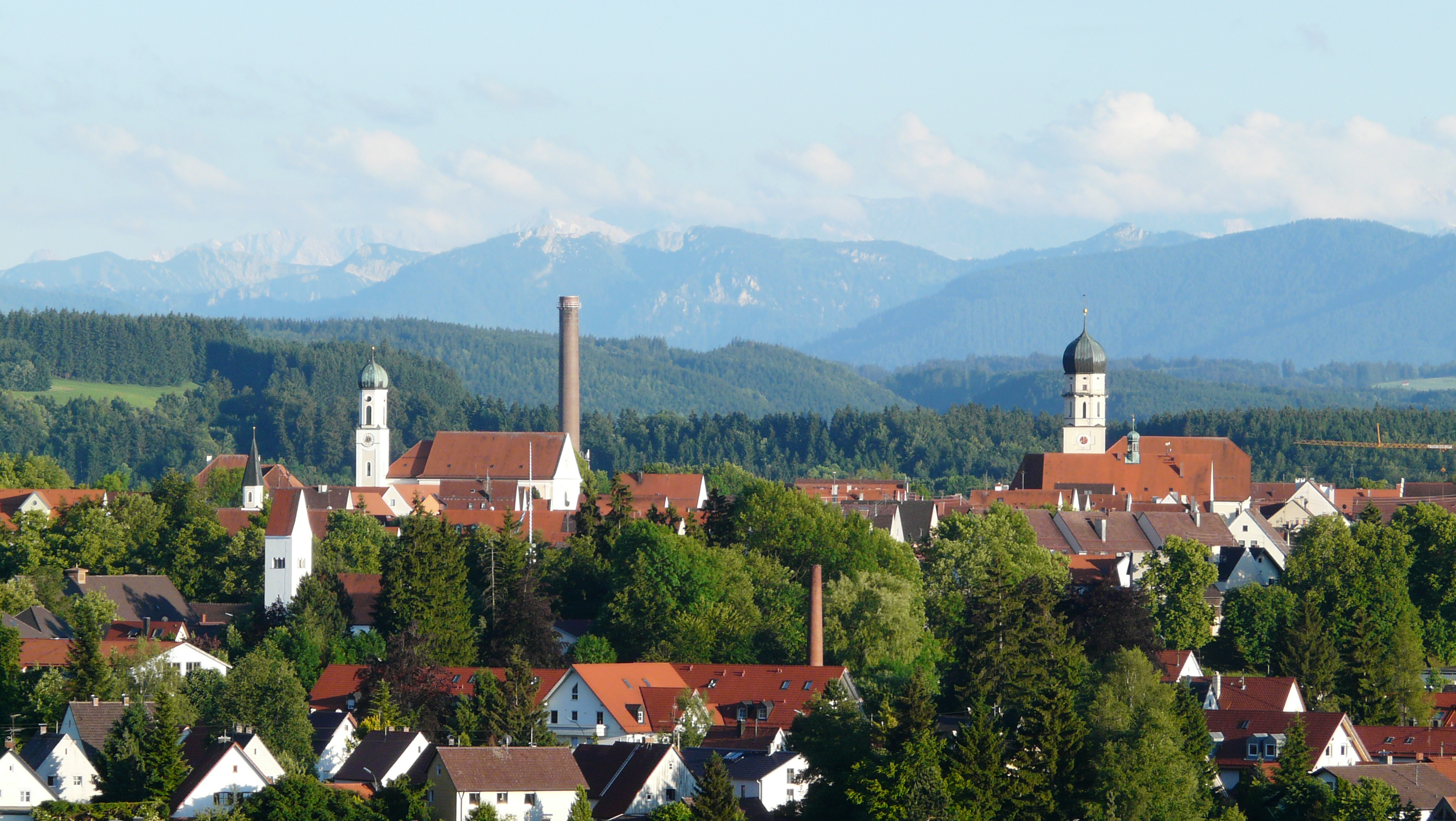
Schongau von Norden

Schongau (mundartlich Schoa’ga) ist eine Stadt im oberbayerischen Landkreis Weilheim-Schongau. Der Hauptanteil der Stadt liegt am Westufer des Lechs im Pfaffenwinkel. Die gut erhaltene Altstadt wurde auf einem Lechberg errichtet und verfügt über eine fast vollständig erhaltene Stadtmauer. Östlich des Lechs beginnt ein dialektaler Übergangsraum zwischen dem bairischen und schwäbischen Sprachgebiet, in dem der Lechrainer Dialekt gesprochen wird.

## Geografie

### Lage
Der ovale Hügel, der von der alten Stadtmauer umringt wird, wurde in früherer Zeit von beiden Seiten vom Lech umflossen und wird deswegen Lechumlaufberg genannt. Auf diesem Berg befindet sich der Kern der Altstadt. Ein neueres Bebauungsgebiet ist Schongau-West.
Die Stadt ist Station an der Romantischen Straße zwischen Augsburg und Füssen und liegt somit auf dem Weg vieler Touristen, die zu den Königsschlössern nach Schwangau oder zur Wieskirche fahren.
Die Gemeinde hat zwei Gemeindeteile (in Klammern ist der Siedlungstyp angegeben):
- Dornau (Weiler)
- Schongau (Hauptort)

### Nachbargemeinden
In unmittelbarer Nähe der Stadt befindet sich die Marktgemeinde Peiting auf der Ostseite des Lechs. Die Kreisstadt Weilheim in Oberbayern liegt ca. 25 km östlich. Lechabwärts, ebenfalls ca. 25 km entfernt, liegt die Große Kreisstadt Landsberg am Lech des benachbarten Landkreises. In näherer Umgebung findet man nördlich der Stadt die Dörfer Hohenfurch, Kinsau, Apfeldorf und Birkland. Eher westlich liegen die Dörfer Altenstadt (mit Ortsteil Schwabniederhofen), Schwabbruck, Schwabsoien (mit Ortsteil Sachsenried) und Ingenried. In Richtung Füssen (ca. 35 km entfernt) liegen die Dörfer Burggen und Bernbeuren. Ca. 25 km westlich von Schongau liegt Marktoberdorf, die Kreisstadt des Landkreises Ostallgäu, sowie die kreisfreie Stadt Kaufbeuren.

## Geschichte
Der Ursprung Schongaus ist das jetzige Altenstadt, ein großer Teil der Bewohner zog im 13. Jahrhundert nur wenige Kilometer weiter in die auf dem Lechumlaufberg gegründete Siedlung am Lech und nahm den Ortsnamen mit. Die Hügellage war bei weitem besser zu verteidigen. Die Stadt Schongau liegt ganz in der Nähe der ehemaligen Römerstraße nach Augsburg, der Via Claudia Augusta (47 nach Christus) und verdankt damit ihren Ursprung den Römern. Im Mittelalter war sie ein bedeutsamer Knotenpunkt und wichtiger Handelsplatz auf der Verkehrslinie Verona–Augsburg–Nürnberg und auf der Salzstraße vom Berchtesgadener Land ins Allgäu.
Der alamannisch besiedelte Lechrain stand bis ins 12. Jahrhundert unter der Herrschaft der schwäbischen Welfen. Nach dem Tode Welfs VI. im Jahre 1191 fielen die welfischen Hausgüter in Schwaben durch Erbvertrag an die Staufer. Kaiser Friedrich Barbarossa schlug diese den staufischen Hausgütern zu. Als der letzte Stauferherrscher Konradin im Jahr 1267 nach Italien gezogen war, um seine Machtansprüche gegen Karl von Anjou zu verteidigen, entzog ihm sein Verbündeter Herzog Ludwig II. von Bayern unerwartet seine Hilfe und verlangte die Begleichung von Schulden, weshalb Konradin einen Großteil seiner Besitzansprüche als Herzog von Schwaben verpfänden musste (sogenannte Konradinische Schenkung). Auf diesem Weg gelangten die bayerischen Herzöge aus dem Hause Wittelsbach, die bestrebt waren, ihren Machtbereich in den alamannischen Siedlungsbereich hinein – bis an den Lech – zu verschieben, im Jahre 1268 in den Besitz des Großteils des Lechrains.

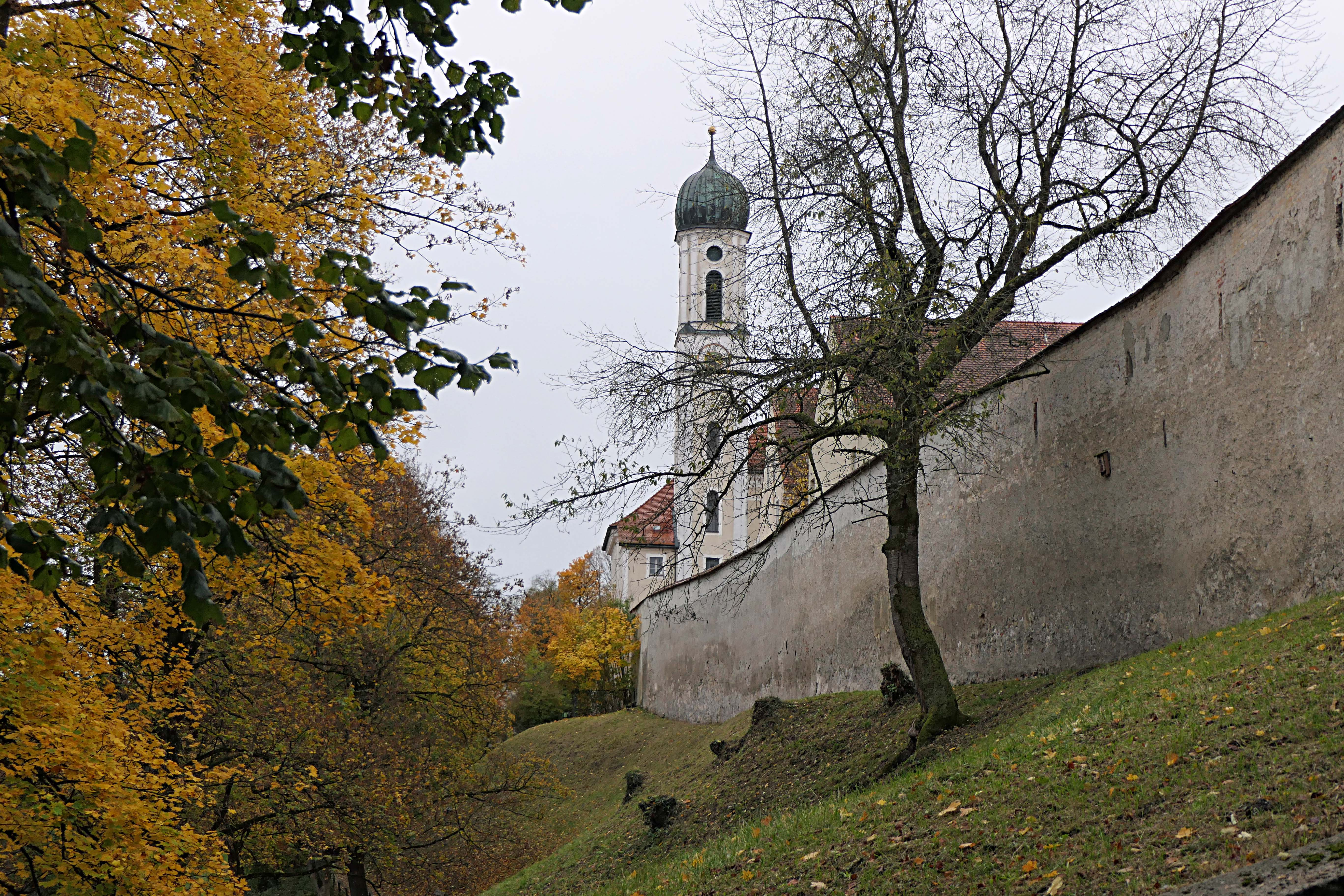
Östliche Stadtmauer und Spitalkirche Hl. Geist in Schongau

Kaiser Ludwig der Bayer hatte Schongau 1331 ein eigenes Rechtsbuch mit Münzrecht verliehen. Herzog Christoph der Starke hielt sich gerne in der Stadt auf, nach ihm ist die Christophstraße in der Altstadt benannt. Am 22. Mai 1493 vernichtete ein verheerender Brand weite Teile der Oberstadt und das herzogliche Pflegeschloss; erst 1514 war der Wiederaufbau größtenteils abgeschlossen. Schongau war mehrfach in kriegerische Auseinandersetzungen verwickelt und war öfter Durchgangs- bzw. Aufenthaltsort von freundlichen und feindlichen Truppen.

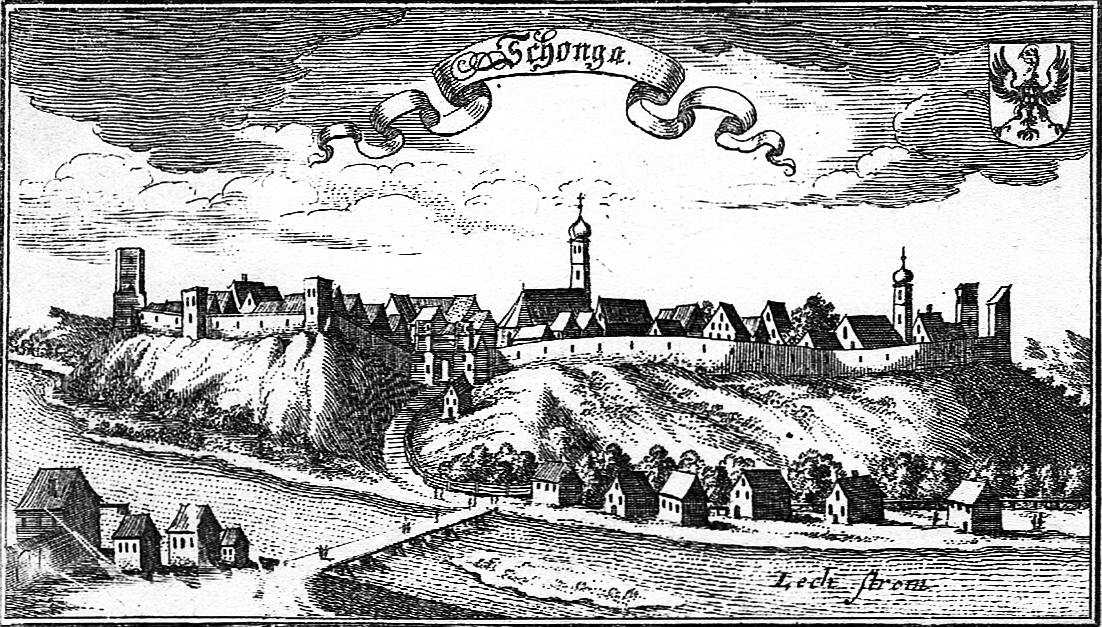
Schongau 1687

Durch Handel und den regen Fleiß seiner Bürger erlebte Schongau eine Blütezeit bis zur Zeit um die Entdeckung Amerikas, die eine Verlegung der großen Handelsstraßen zur Folge hatte. In der Folge wurde die Stadt so arm, dass bedeutende Gebäude wie das Schloss oder das Ballenhaus teilweise einfielen oder rückgebaut wurden, weil das Geld für die Dachsanierung fehlte.
Michel de Montaigne ritt 1580 mit Gefolge von Bordeaux......... nach Wangen, Isny, Kempten, Pfronten, Füssen, floßte über den Lech nach Schongau, Landsberg, Augsburg – ritt dann über München, Innsbruck, Richtung Rom. Er schreibt im Tagebuch zu Schongau, Seite 57: „Nach Tisch brachen wir auf und kamen die einen wie die anderen zur Nacht nach Schongau, vier Meilen davon, einer kleinen, dem Herzog von Bayern gehörenden und infolgedessen ganz katholischen Stadt: Dieser Fürst hat mehr als jeder andere deutsche sein Gebiet von der Ansteckung reingehalten und bleibt unentwegt beim alten Glauben. Der Stern ist ein gutes Gasthaus. Wir fanden hier eine neue Anordnung der Tafel: die Salzständer wurden auf einem quadratischen Tisch von einer Ecke zur gegenüberliegenden aufgestellt, so daß ein St. Andreaskreuz gebildet wurde. ; wir bekamen ferner neuen Wein, der dort meist nach Beendigung des Gärens getrunken wird....“.
Während des Hexenwahns kam es in Schongau zu einem Hexenprozess (1589–1592), der mit 63 Opfern einer der größten im süddeutschen Raum war.
Nach dem Zweiten Weltkrieg gewannen Stadt und Umland durch Flüchtlinge deutlich an Einwohnern und entwickelten sich durch den prosperierenden Mittelstand zu einem Bezirk mit verhältnismäßig geringer Arbeitslosigkeit.
Den ersten Eisenbahnanschluss hatte die Stadt am 16. November 1886 durch die Bahnstrecke Landsberg am Lech–Schongau. Der Bahnanschluss in Richtung Weilheim wurde am 12. Januar 1917 durch die Bahnstrecke Schongau–Peißenberg eröffnet. Ursprünglich wegen des Bergbaus in Peiting gab es von 1923 bis 1977 die Bahnstrecke Kaufbeuren–Schongau.
Schongau war früher Kreisstadt eines gleichnamigen Landkreises. Durch die bayerische Landkreisreform 1972 verschmolz dieser mit dem Landkreis Weilheim zum heutigen Landkreis Weilheim-Schongau. In der Stadt gibt es noch einige Institutionen der Kreisbehörde, auch die Bezeichnung Altlandkreis Schongau wird noch gelegentlich verwendet.

### Einwohnerstatistik
| Jahr          | Einwohner |
| ------------- | --------- |
| 1840          | 01555     |
| 1900          | 02472     |
| 1939          | 03647     |
| 1950          | 06599     |
| 1961          | 08832     |
| 1970          | 11.006    |
| 1987          | 10.182    |
| 1991          | 11.109    |
| 1995          | 11.731    |
| 2000          | 12.168    |
| 2005          | 12.449    |
| 2010          | 12.082    |
| 2010 (Zensus) | 11.643    |
| 2015          | 12.291    |
| 2016          | 12.252    |
| 2017          | 12.298    |
| 2018          | 12.396    |
| 2019          | 12.377    |
| 2020          | 12.350    |
| 2022          | 12.648    |

Von 1988 bis 2018 wuchs Schongau von 10.351 auf 12.396 um 2045 Einwohner bzw. um 19,8 %.

### Konfessionsstatistik
Mit Stand 2014 waren 51,25 % der Schongauer römisch-katholischen Glaubens, 12,89 % evangelisch, 35,86 % gehören einer anderen bzw. keiner Konfession an.

## Politik

### Stadtrat
|  | Stadtratswahl Schongau 2020Wahlbeteiligung: 53,6 % 403020100 36,325,315,511,911,0n. k. CSUSPDUWVALSdGrüneALS/GrünefGewinne und Verlusteim Vergleich zu 2014 %p 12 10 8 6 4 2 0 −2 −4 −6 −8−10−12−14−16−18−20+2,4−4,1−2,8+11,9+11,0−18,4CSUSPDUWVALSGrüneALS/GrüneAnmerkungen:d Alternative Liste Schongauf Alternative Liste Schongau/Grüne | Sitzverteilung im Stadtrat Schongau 2020Insgesamt 24 Sitze - SPD: 6 - ALS: 3 - Grüne: 3 - UWV: 4 - CSU: 8 |

| Partei / Liste                    | Wahl 2020 | Wahl 2020 |        | Wahl 2014 | Wahl 2014 | Wahl 2008 | Wahl 2008 | Wahl 2002 | Wahl 2002 |
| Partei / Liste                    | %         | Sitze     | %      | Sitze     | %         | Sitze     | %         | Sitze     |           |
| CSU                               | 36,3      | 8         | 33,9   | 8         | 38,6      | 9         | 39,7      | 10        |           |
| SPD                               | 25,3      | 6         | 29,4   | 7         | 33,0      | 8         | 33,6      | 8         |           |
| Unabh. Wählervereinigung Schongau | 15,5      | 4         | 18,3   | 4         | 20,8      | 5         | 21,3      | 5         |           |
| Alternative Liste Schongau        | 11,9      | 3         | –      | –         | –         | –         | –         | –         |           |
| Grüne                             | 11,0      | 3         | –      | –         | –         | –         | –         | –         |           |
| Alternative Liste Schongau/Grüne  | –         | –         | 18,4   | 5         | 7,6       | 2         | 5,4       | 1         |           |
| Gesamt                            | 100       | 24        | 100    | 24        | 100       | 24        | 100       | 24        |           |
| Wahlbeteiligung                   | 53,6 %    | 53,6 %    | 57,3 % | 57,3 %    | 61,1 %    | 61,1 %    | 64,2 %    | 64,2 %    |           |

### Bürgermeister
Seit dem 1. Mai 2014 ist der damals 44-jährige Verwaltungsjurist Falk Sluyterman van Langeweyde Erster Bürgermeister. Bei den Kommunalwahlen 2014 gewann er als Kandidat der SPD die Stichwahl am 30. März 2014 äußerst knapp mit 50,3 % bzw. 32 Stimmen Vorsprung.
Gegenkandidat war der 27-jährige Heilerziehungspfleger Tobias Kalbitzer, der für eine „Unorganisierte Wählergruppe Karl-Heinz Rumgedisse“ antrat. Die Kandidaten der CSU und der Unabhängigen Wählervereinigung Schongau waren schon im ersten Wahlgang am 16. März ausgeschieden.
Kalbitzers Erfolg im ersten Wahlgang war – vor dem Hintergrund seines unkonventionellen Auftretens im Vorfeld der Wahl – Gegenstand einer bundesweiten Berichterstattung.
Kalbitzer erzielte auch bei der Stadtratswahl am 16. März 2014 mit der höchsten jemals für einen Schongauer Stadtratskandidaten abgegebenen kumulierten Stimmenzahl von 5656 für die Alternative Liste Schongau (die örtliche mit den Grünen assoziierte Gruppe) einen Sitz.
Am 6. Mai 2014 wählte der Stadtrat mit 15:9 Stimmen Kalbitzer zum Zweiten Bürgermeister.
Der Amtsvorgänger des Ersten Bürgermeisters war Karl-Heinz Gerbl (SPD), der vom 1. Mai 2008 bis zum 30. April 2014 amtierte.

### Wappen
|                                                                         | Blasonierung: „In Gold ein schwarzer Adler mit roter Zunge, im Brustschild die bayerischen Rauten.“ |
| Das Wappen wurde der Stadt 1331 von Kaiser Ludwig dem Bayern verliehen. | |

### Städtepartnerschaften
Schongau gehört zu einem Kreis von vier Städten, die seit 1962 durch eine Partnerschaft miteinander verbunden sind. Die drei anderen sind:
| Stadt        | Staat      |
| ------------ | ---------- |
| Colmar       | Frankreich |
| Lucca        | Italien    |
| Sint-Niklaas | Belgien    |

Weitere Partnerschaften unterhält Schongau mit:
| Stadt              | Staat                  | Seit |
| ------------------ | ---------------------- | ---- |
| Abingdon-on-Thames | Vereinigtes Königreich | 1970 |
| Gogolin            | Polen                  | 1996 |

## Sehenswürdigkeiten
- Die Altstadt Schongau ist auf Basis des Denkmalschutzgesetzes vom 1. Oktober 1973 ein Ensemble.
- Das Erdgeschoss des Ballenhauses war früher Lagerraum und Schranne für die Warenströme der Handelsstraßen. In den Obergeschossen war die Stadtverwaltung untergebracht.[23] 1858 bis 1860 wurde wegen Schäden fast ein Drittel des Gebäudes abgetragen.[23][24]
- Die Stadtpfarrkirche Mariae Himmelfahrt besitzt eine Rokokoausstattung mit Fresken von Matthäus Günther und Stuck der Wessobrunner Schule.[25]
- Die Stadtmauer stammt aus dem 14. Jahrhundert. Sie hatte früher fünf Tore und sechzehn Türme.[26]
- Der Polizeidienerturm ist ein Torturm des 13. Jahrhunderts. Er wurde aus Tuffquadern als Schalenturm errichtet. Nachdem er seine Funktion als Stadttor eingebüßt hatte, wurde die offene Rückseite zur Stadt hin geschlossen und der Turm als bewohnter Einlass umgebaut. Im Jahre 1787 wurde das Oktogon mit Zeltdach aufgesetzt. Im 19. Jahrhundert Wohnnutzung durch den Polizeidiener.[27]
- Im Münzgebäude an der nördlichen Stadtmauer gelegen wurde bis Mitte des 16. Jahrhunderts das Münzrecht ausgeübt. Im Jahre 1771 wurde es neu erbaut.[24]
- Stadtmuseum Schongau

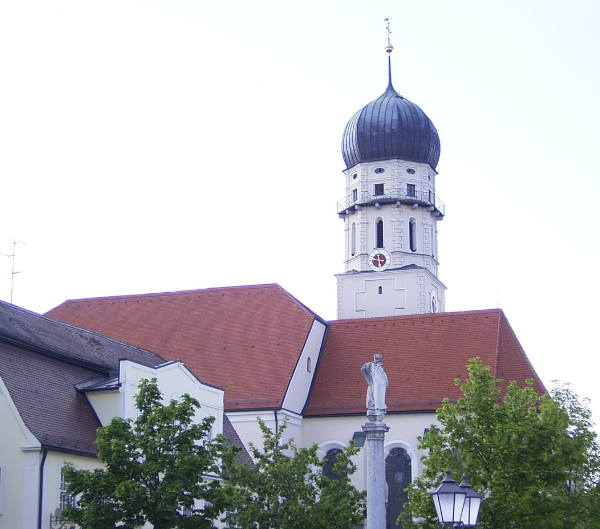
Stadtpfarrkirche Mariae Himmelfahrt
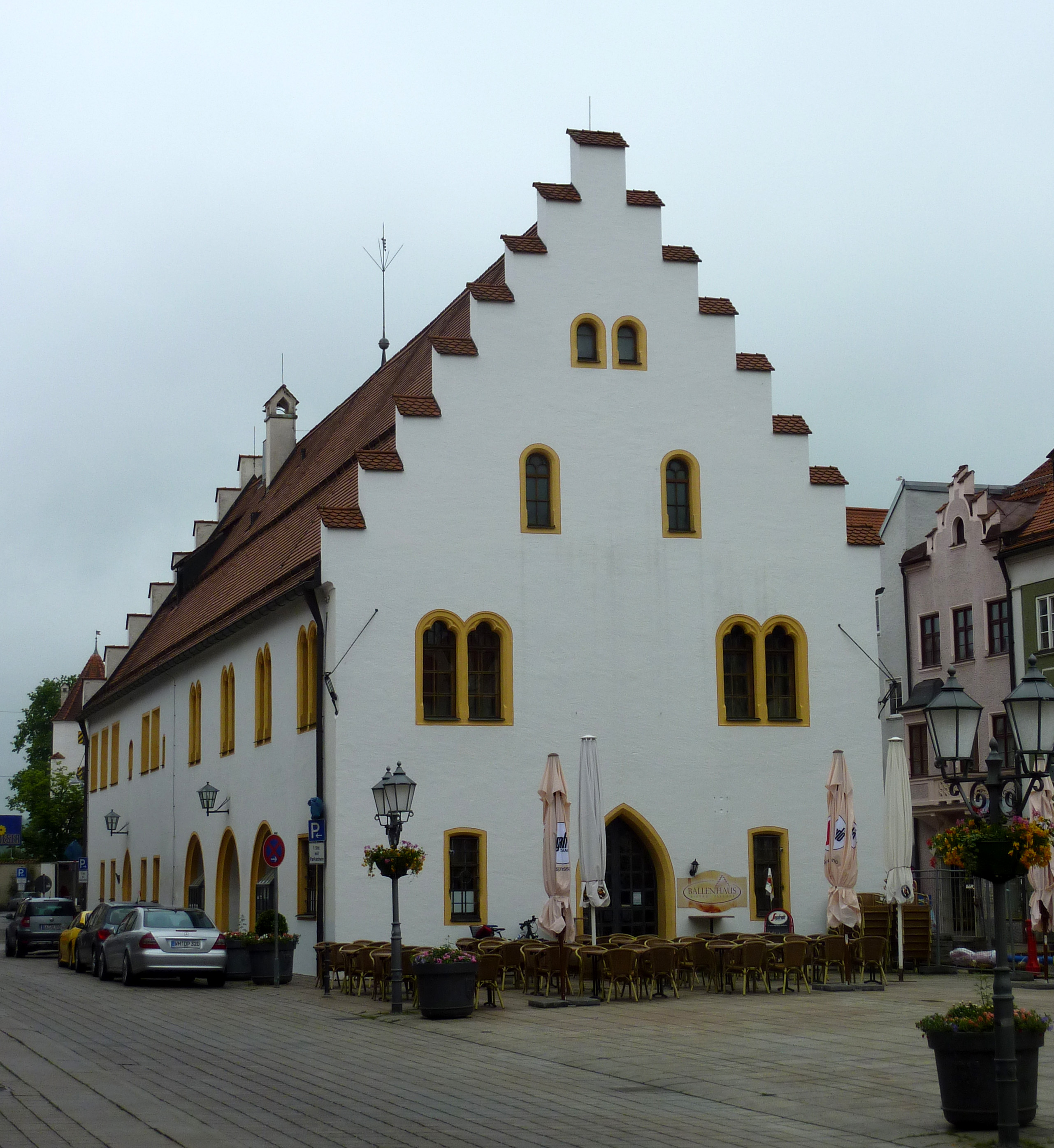
Ballenhaus
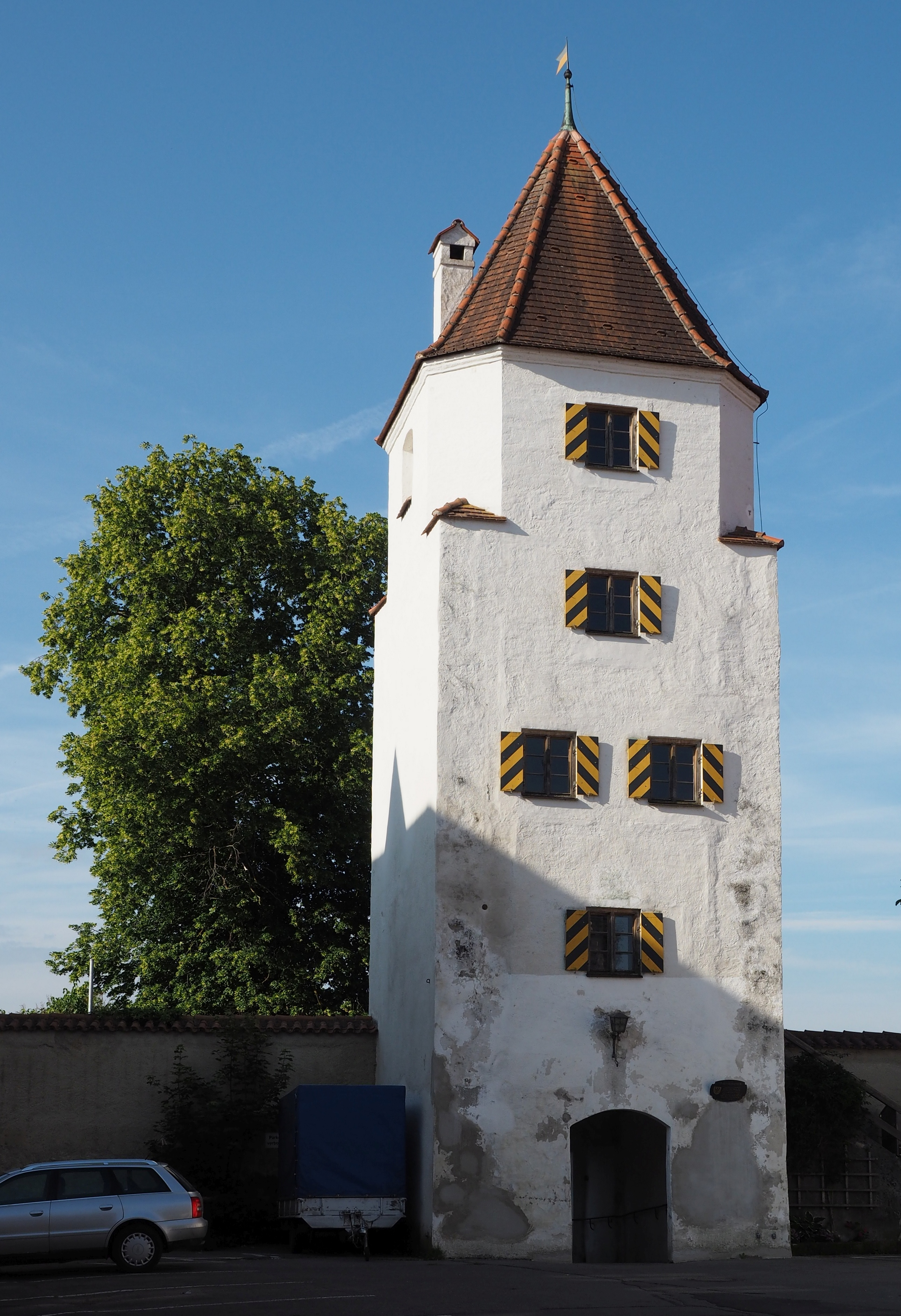
Polizeidienerturm
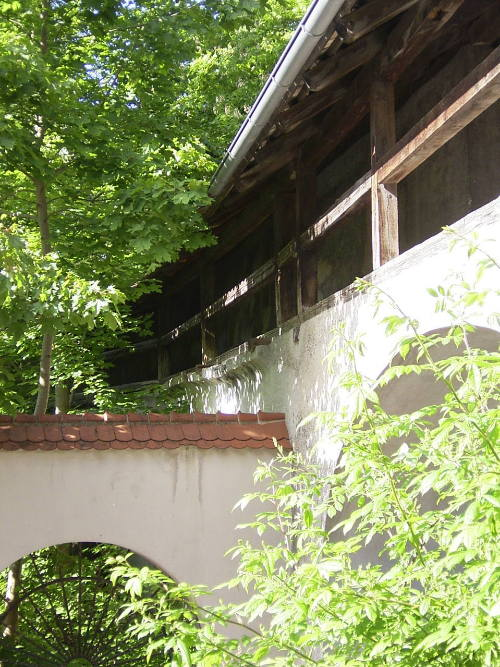
Teil der historischen Stadtmauer
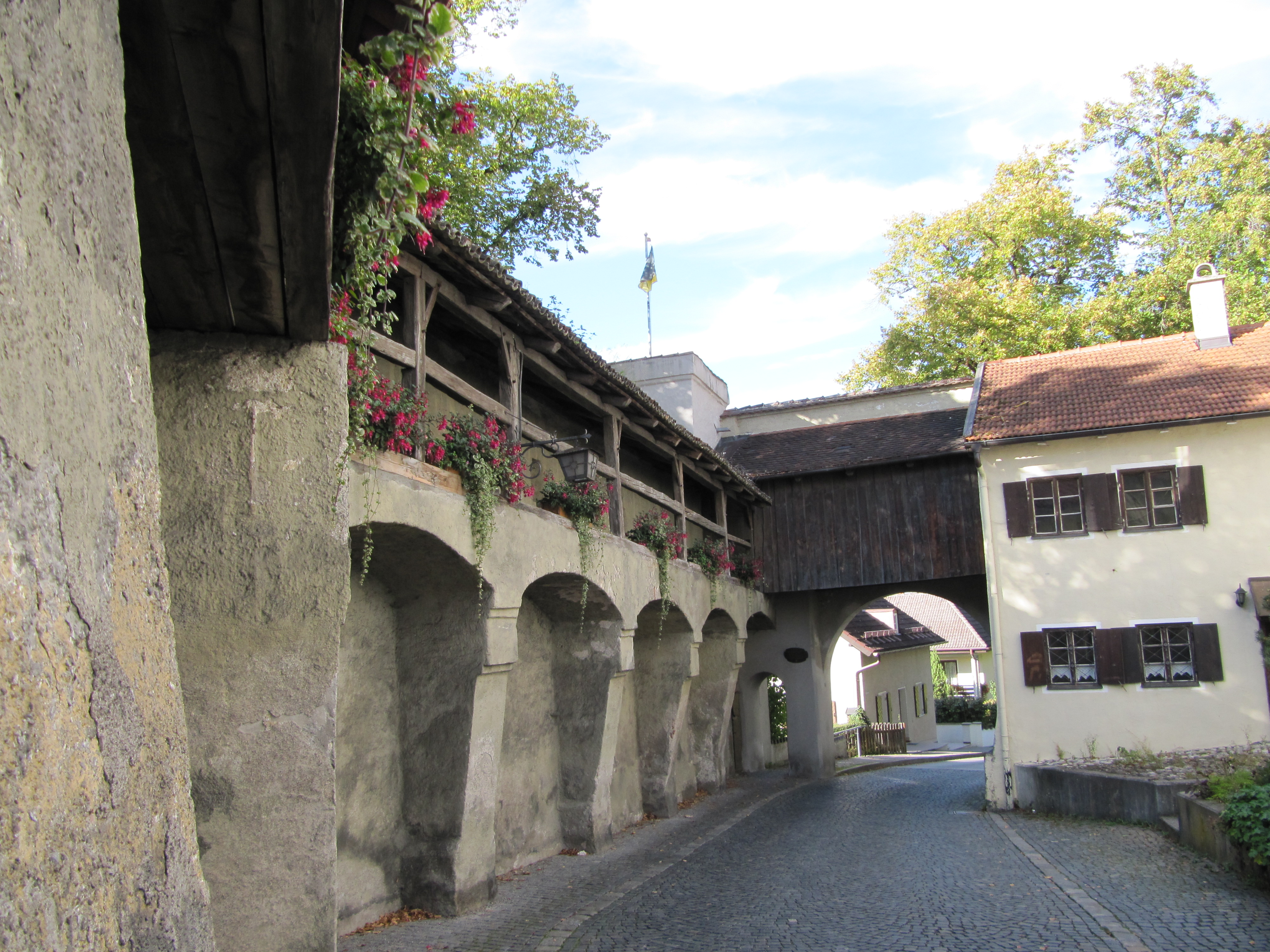
Stadtmauer mit Maxtor
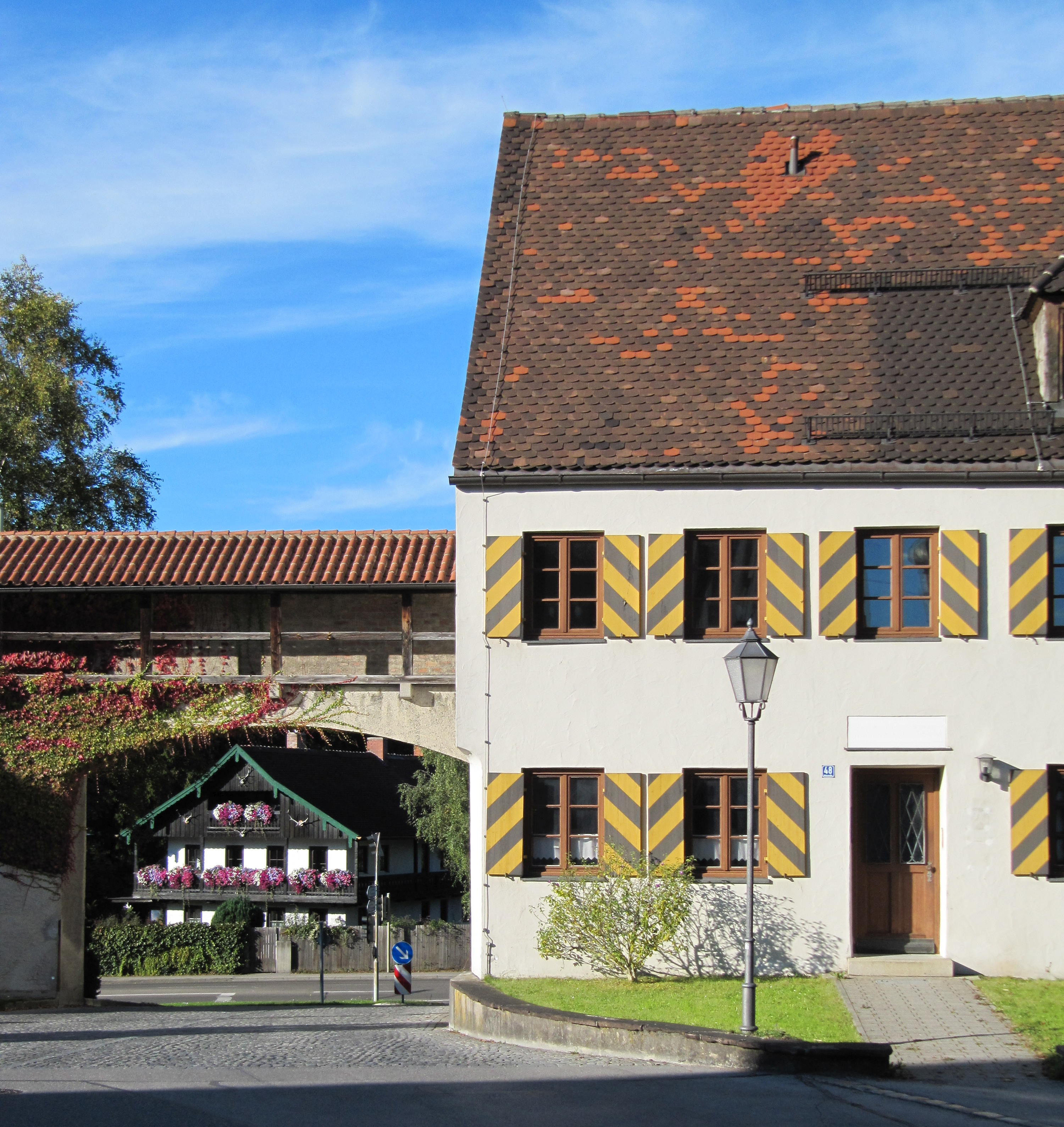
Münzhaus mit Münztor
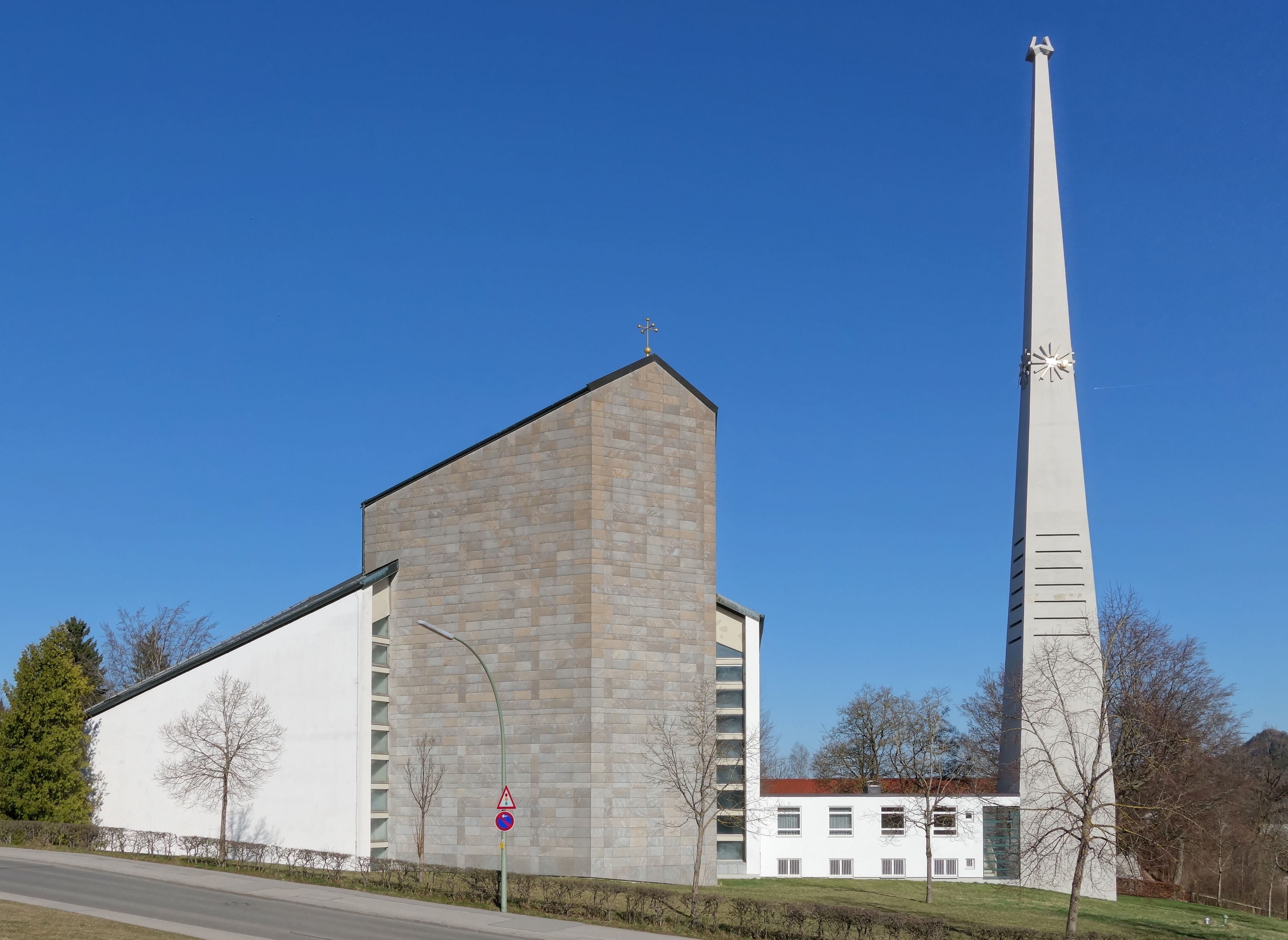
Stadtpfarrkirche Verklärung Christi in Schongau-West

## Wirtschaft und Infrastruktur

### Verkehr

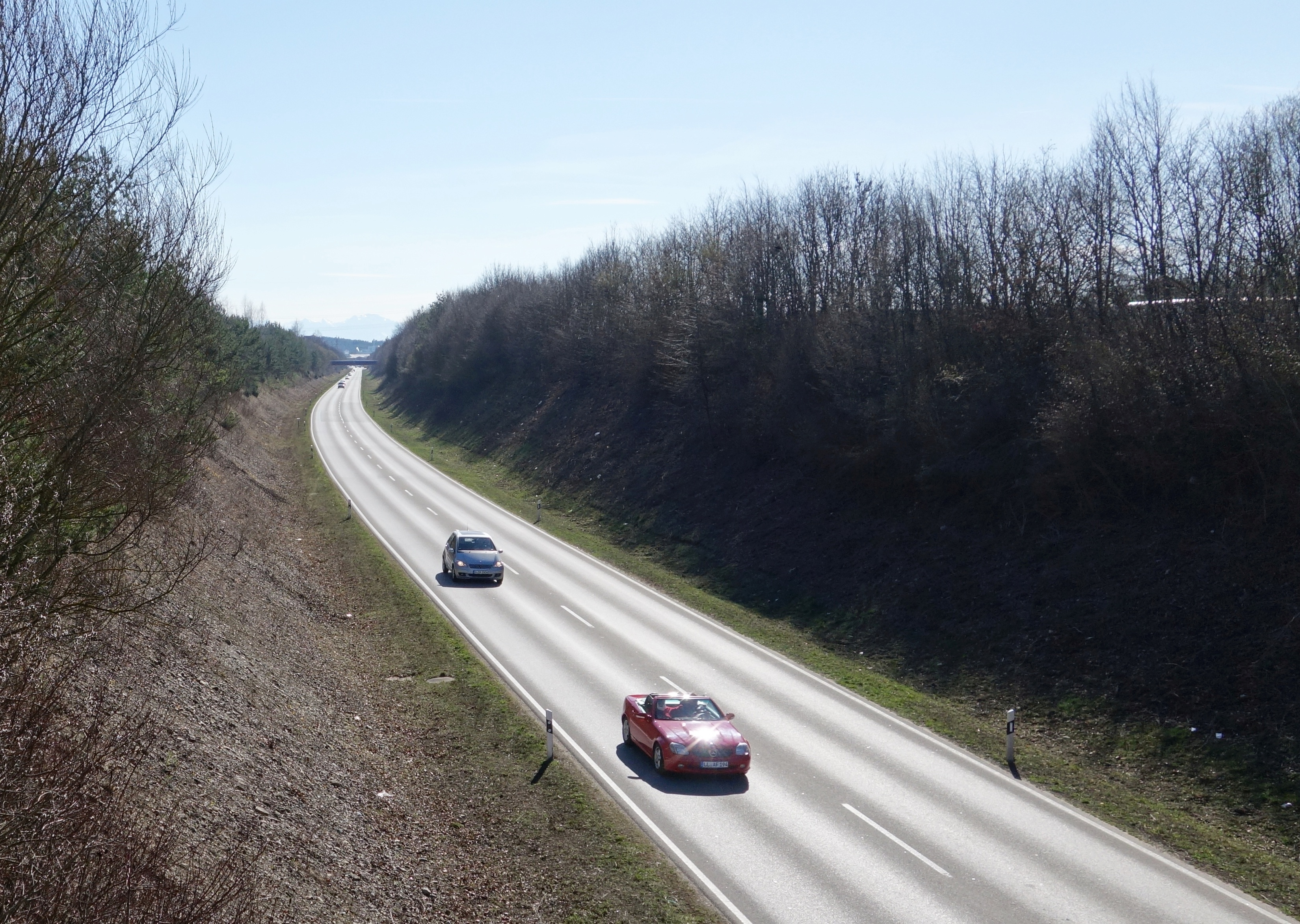
Bundesstraße 17 im westlichen Gemeindegebiet

#### Straßenverkehr
In Schongau kreuzten sich zwei Bundesstraßen, die B 472 kommt aus Richtung Bad Tölz und führt weiter nach Marktoberdorf, die B 17 erreicht Schongau auf ihrem Weg von Augsburg nach Füssen. Seit 1997 werden diese gemeinsam auf einer großteils auf Schongauer Flur gelegenen gut ausgebauten Umgehungsstraße westlich und südlich über die Lechtalbrücke Schongau um Schongau und Peiting herumgeführt. Die B 17 ist zwischen Landsberg am Lech und Schongau zu einer größtenteils dreispurigen Schnellstraße, d. h. mit abwechselnder Überholmöglichkeit, ausgebaut.
Der Busverkehr wird im Rahmen des Regionalverkehrs Oberbayern betrieben.

#### Schienenverkehr
Der Bahnhof Schongau ist Endpunkt der Pfaffenwinkelbahn, die von Weilheim über Peißenberg und Peiting nach Schongau führt. Auf dieser Strecke verkehren stündlich Dieseltriebwagen der Bayerischen Regiobahn. Eine weitere funktionstüchtige Schienenverbindung, die Fuchstalbahn, existiert in Richtung Landsberg am Lech (über Denklingen und Fuchstal), auf ihr findet nur noch Güterverkehr statt. Diverse Initiativen machen sich für eine Reaktivierung des Personenverkehrs auf dieser Strecke stark. Bis in die 1970er Jahre existierte zudem noch eine Nebenstrecke nach Kaufbeuren (Bahnstrecke Kaufbeuren–Schongau). Heute verlaufen auf einem großen Abschnitt der ehemaligen Trasse Teile der Radwanderwege Sachsenrieder Bähnle und Dampflokrunde. Früher hatte Schongau ein eigenes Bahnbetriebswerk, das Gebäude stand noch bis ins Jahr 1997.

#### Fahrradverkehr
Durch die Stadt verlaufen regionale Radwege wie das Sachsenrieder Bähnle und Fernradwege wie der D-9 Weser-Romantische Straße, die Via Claudia Augusta, der Lechradweg oder der Allgäu-Radweg.

### Ansässige Unternehmen

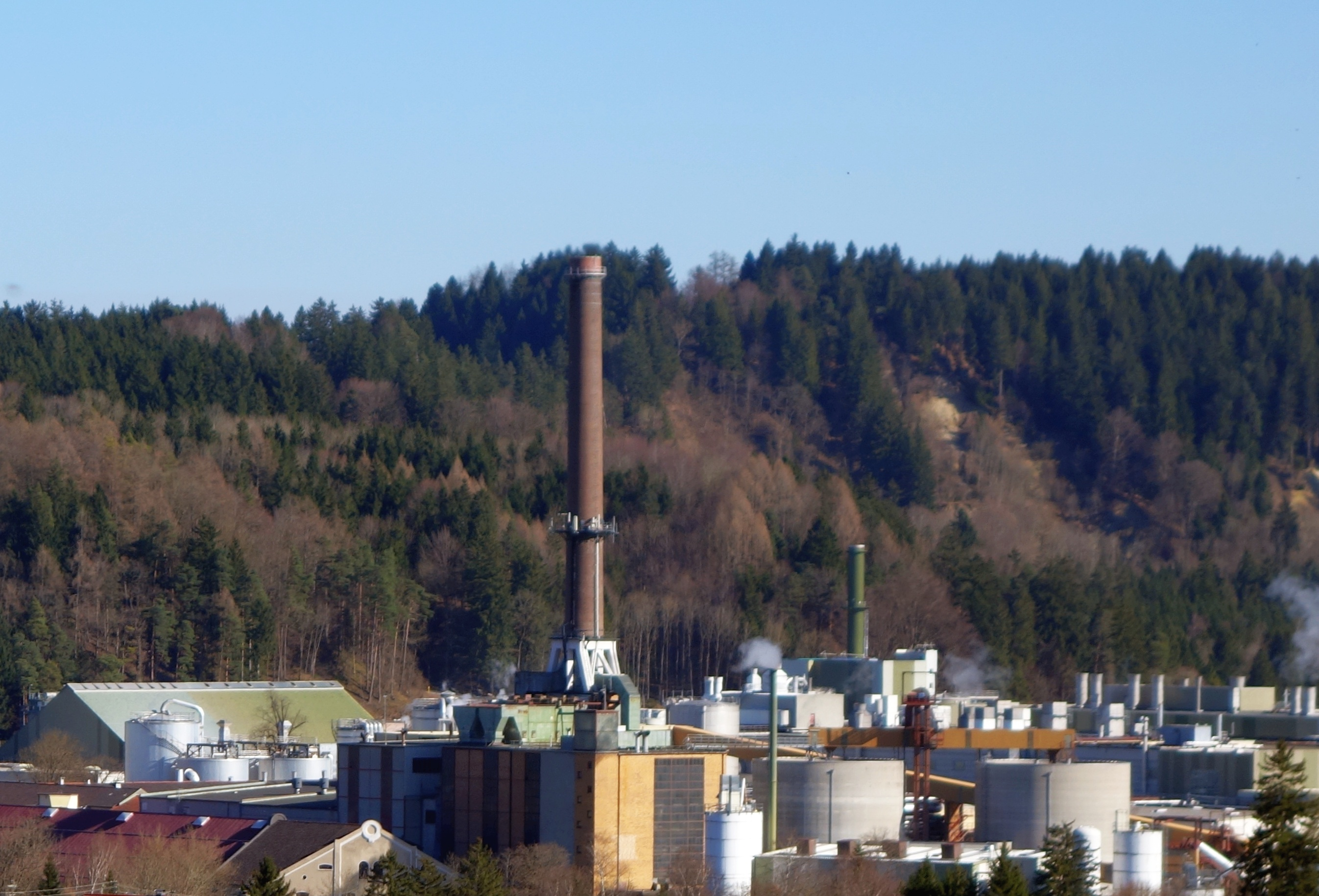
Papierfabrik der UPM-Kymmene

Schongau war bis ins 19. Jahrhundert das Handels- und Verwaltungszentrum der Region. Das Schloss (heute Teil des Landratsamtes) und das noch vorhandene Amtsgericht zeugen davon. Danach entwickelte es sich zu einer Industriestadt im Grünen.
Das umsatzstärkste Unternehmen ist der Papierhersteller UPM-Kymmene (vormals Haindl), der mit dem Rohstoff Altpapier einen überregionalen Einzugsbereich (Süddeutschland und angrenzende Staaten) hat. Der größte Arbeitgeber im Ort ist die Firma Hoerbiger (Industrie- und Fahrzeugkomponenten).
Relativ stark vertreten sind auch die Transportunternehmen.
Des Weiteren finden sich hier Zuliefererbetriebe für die Automobilindustrie (Hirschvogel Komponenten GmbH, ein Tochterunternehmen der Hirschvogel Automotive Group), Textilproduktion und Dienstleistungen u. a. auch für den Tourismus.

### Bildung
Zwischen dem Lechsportstadion und der Altstadt sind die folgenden Schulen in direkter Nachbarschaft zueinander angesiedelt:
- Staufer-Grundschule Schongau
- Mittelschule Schongau
- Pfaffenwinkel-Realschule Schongau
- Welfen-Gymnasium

Außerdem besteht am nördlichen Stadtrand eine Berufsschule.

## Persönlichkeiten

### Söhne und Töchter der Stadt
- Johannes Schlitpacher (1403–1482), Mönch, Theologe, Mitbegründer der Melker Reform
- Christoph Jakob Lidl (* ca. 1540; † ca. 1597), Tiroler Adliger, österreichischer Feld- und Hauszeugmeister sowie schwäbischer Landvogt
- Hans Reichle (* ca. 1565–70; † 1642), Bildhauer und Architekt
- Klara Staiger (1588–1656), Augustiner-Chorfrau, Priorin des Klosters Marienstein 1632–1656
- Placidus Buechauer (~1611–1669), Benediktiner, Abt des Stiftes Kremsmünster 1644–1669
- Erenbert Schrevogl (1634–1703), Benediktiner, Abt des Stiftes Kremsmünster 1669–1703
- Ignaz Krenauer (1735–1799), Benediktiner, Abt des Klosters Niederaltaich 1775–1799
- Franz Rupp (1901–1992), Pianist
- Norbert Kugler (1906–1982), deutscher Résistance-Kämpfer
- Uwe Dick (* 1942), Schriftsteller
- Reinhold Bocklet (* 1943), CSU-Politiker
- Matthäus Schilcher (* 1947), Geoinformatiker, Geodät und Universitätsprofessor
- Günther Sigl (* 1947), Gründungsmitglied, Sänger und Bassist der Spider Murphy Gang
- Luitpold Braun (* 1950), Kommunalpolitiker und Autor
- Franz Dobler (* 1959), Journalist und DJ
- Helmut Schleich (* 1967), Kabarettist
- Johannes Brantl (* 1968), Theologe
- Christian Pfeiffer (1970–2022), Stunt-, Trial- und Endurofahrer
- Micha Acher (* 1971), Musiker und Komponist
- Andreas Loth (* 1972), Eishockeyspieler
- Markus Aspelmeyer (* 1974), Physiker
- Michael Kreitl (* 1975), Eishockeyspieler
- Ulu Braun (* 1976), bildender Künstler und Filmemacher
- Steffi Volke (* 1976), Langstreckenläuferin
- Steffen Bilger (* 1979), Politiker (CDU)
- Stefan Schauer (* 1983), Eishockeyspieler
- Christoph Melischko (* 1983), Eishockeyspieler
- Christian Zippel (* 1984), Philosoph, Trainingstheoretiker
- Josef Reßle (* 1986), Jazzmusiker
- Anton Saal (* 1986), Eishockeyspieler und -trainer
- Simon Maier (* 1987), Eishockeyspieler
- Bernhard Ebner (* 1990), Eishockeyspieler
- Christian Hacker (* 1992), Eishockeytorwart
- Alex Roach (* 1993), Eishockeyspieler
- Simon Jocher (* 1996), Skirennläufer

### Persönlichkeiten, die in der Stadt gewirkt haben
- Heinrich Huber (1879–1916), Kirchenkomponist
- Fritz Dopfer (* 1987), Alpiner Skilauf
- Franz Josef Strauß (1915–1988), Politiker (u. a. Landrat von Schongau 1946–1948)